# Plath (krater)
Plath är en nedslagskrater på planeten Merkurius, med en diameter på ungefär 35 kilometer.
2015 uppkallade den efter författaren Sylvia Plath.